# Гриценко, Фёдор Фёдорович
Фёдор Фёдорович Гриценко (Холодный) (3 июня 1814—1889) — малороссийский музыкант, бандурист, кобзарь.

## Биография
Родился на Полтавщине в селе Глинское Опишнянской волости Зеньковского уезда.
В 14 лет ослеп. Учился Фёдор довольно долго — 8 лет: 5 лет у незрячих священников Василия Назаренко и Дмитрия Кочерги, от последнего изучил думы «Бедная вдова и три сына», «Сестра и брат»; а потом 3 года в оркестрах господ Твардовских, Кочубеев, Абаз.

Многое перенял у слободского торбаниста Семёна Чапли и бандуриста Ивана Однорога. По свидетельству П. Мартыновича, Фёдор Холодный получил благословение Гавриила Зелинского (Волка) и «занял его бандуру» (получил в наследство). В исполнительской манере Гриценко-Холодного соединились лучшие стороны кобзарского и бандуристского искусства XIX века. Игра Холодного вызывала восхищение в самых требовательных шляхетских аудиториях, зато незрячие певцы были убеждены, что Фёдором играет «нечистый». В частности, лирник Дорошенко говорил: 
Он не своим духом играет, а в его кобзе сидел тот, кто не при дому упоминается.
 Учениками Фёдора Холодного были: Семён Скорик (из Изюма, Харьковская губерния), Михаил Кравченко (Великие Сорочинцы), Василий Парасочка и Иван Городницкий (оба из Константинограда). По свидетельству П. Мартыновича, Фёдор Гриценко-Холодный знал 8 дум, 72 псалма (часть выучил от жены) и несколько сотен песен.

О Фёдоре Холодном (Гриценко), кобзаре, «равного которому не было и, возможно, не будет» (В. Мишалов), дошло до наших дней очень мало письменных упоминаний. Примечательно, что он поражал «головы слушающие» не только чрезвычайно экспрессивной манерой пения, но и удивительной техникой игры (современники восхищались «скрипичным звучанием» его 45-струнной бандуры). Другие кобзари говорили о нём: 
Бандурист он без числа хороший, и уж играет, уж играет! Своим духом играет, да и только.
 А псевдоним Холодный Фёдор Гриценко получил потому, что, возмущенный равнодушием людей к судьбе певцов, предпочитал «лучше дрожать и мёрзнуть на холоде, мокнуть под дождём, чтобы не обращаться за помощью». (A. Сластион) Холодный, в отличие от других менее талантливых кобзарей, был такой бедный, что не имел возможности ни нанять себе поводыря, ни обзавестись убежищем.
Неповторимо исполнял думы «Про вдову и трех сыновей», «Про сестру и брата», «Побег трёх братьев из Азова», «Маруся Богуславка», «Братья Самарские», «Алексей Попович», «Фесько Ганжа-Андибер».

Кобзарь Афанасий Бар, с восторгом рассказывая A. Сластиону об игре Ф. Гриценко-Холодного, уверял, что ничего подобного он ещё не слышал: 
Было, как сядет, как заскребёт, как затужит, то и сам плачет, и все за ним, а медяки то, как тот горох, в коновочку только тр… тр… тр…
 Тот же Бар говорил, что Ф. Гриценко-Холодный мог босыми ногами играть на бандуре любого казачка.

Очень странный кобзарь был Холодный. Иногда, как играл на бандуре, так у него звуки сливались, и такая игра его была, как игра на скрипке, что не слышно бренчанье!.. И играл на кобзе так, как будто говорила кобза его, словам молвила. У меня дух захватило, как я его впервые услышал! И как он спросил меня, как мне кажется его игра, то я долго молчал от восторга духа, от великого чуда, не мог сразу и слова произнести.
— письмо П. Мартыновича от 3 августа 1932 года к Гнату Хоткевичу.

Такое большое впечатление произвела игра Ф. Гриценко-Холодного на П. Мартыновича, который до него встречался со многими кобзарями и хорошо разбирался в их искусстве.

Несмотря на незаурядный талант, Ф. Гриценко-Холодный не любил своего искусства: 
Если бы мне место случилось тихое, то я и играть бы не играл. Пусть хоть лихой час совсем.
Из репертуара Ф. Гриценко-Холодного напечатано лишь три думы: «Ивась Удовиченко, Коновченко», «Бедная вдова и три сына», «Сестра и брат». Многочисленные же записи — дума «Побег трёх братьев из города Азова из турецкой неволи», псалмы и песни — хранятся в архиве Института искусствоведения, фольклора и этнографии имени М. Ф. Рыльского АН УССР.